# Diadegma muelleri
Diadegma muelleri är en stekelart som först beskrevs av Butler 1874.  Diadegma muelleri ingår i släktet Diadegma och familjen brokparasitsteklar. Inga underarter finns listade i Catalogue of Life.